# IC 1270
IC 1270 — галактика типу * (зірка) у сузір'ї Дракон.
Цей об'єкт міститься в оригінальній редакції індексного каталогу.